# Complexe sportif de Munhak (métro d'Incheon)
Complexe sportif de Munhak (hangeul : 문학경기장 ; hanja : 文鶴競技場 et officiellement en anglais : Munhak Sports Complex) est une station de passage la ligne 1 du métro d'Incheon. Elle est située dans l'arrondissement de Yeonsu-gu de la ville d'Incheon, à l'ouest de Séoul, en Corée du Sud.
Ouverte en 1999, la station est desservie par les rames qui circulent sur la ligne 1 du métro d'Incheon qui fait partie du régime tarifaire du réseau du métro de Séoul.

## Situation sur le réseau

Plan du réseau du métro de Séoul (2023)

La station souterraine Complexe sportif de Munha est une station de passage de la ligne 1 du métro d'Incheon : elle est située entre la station Terminal des bus d'Incheon, en direction du terminus nord Gyeyang, et la station Seonhak, en direction du terminus sud Songdo Moonlight Festival Park.

## Histoire
La station Complexe sportif de Munhak est mise en service le 6 octobre 1999, lors de l'ouverture à l'exploitation de la section, de Dongmak à  Bakchon.
Avant 2010, le métro d'Icheon disposait de son propre système de billetterie, depuis il est intégré dans le système du métro de Séoul. Cette fusion est aussi visible sur les plans du métro de Séoul qui incluent maintenant le métro d'Incheon.

## Services aux voyageurs

### Accès et accueil
La station souterraine est située en parallèle, à l'est de la Yesul-ro, quartier Guwol-dong. Elle dispose de deux bouches, numérotées de 1 à 2, situées à l'ouest de la station, de part et d'autre de la Gyeongwon-daero. Comme toutes les stations de la ligne, elle dispose d'une billetterie équipée d'automates pour l'achat de titres de transport valables sur l'ensemble du réseau du métro de Séoul.

### Desserte
Complexe sportif de Munhak est desservie par les rames omnibus qui circulent sur la ligne 1 du métro d'incheon. Elle dispose de deux voies et deux quais latéraux équipés de portes palières.

Installations
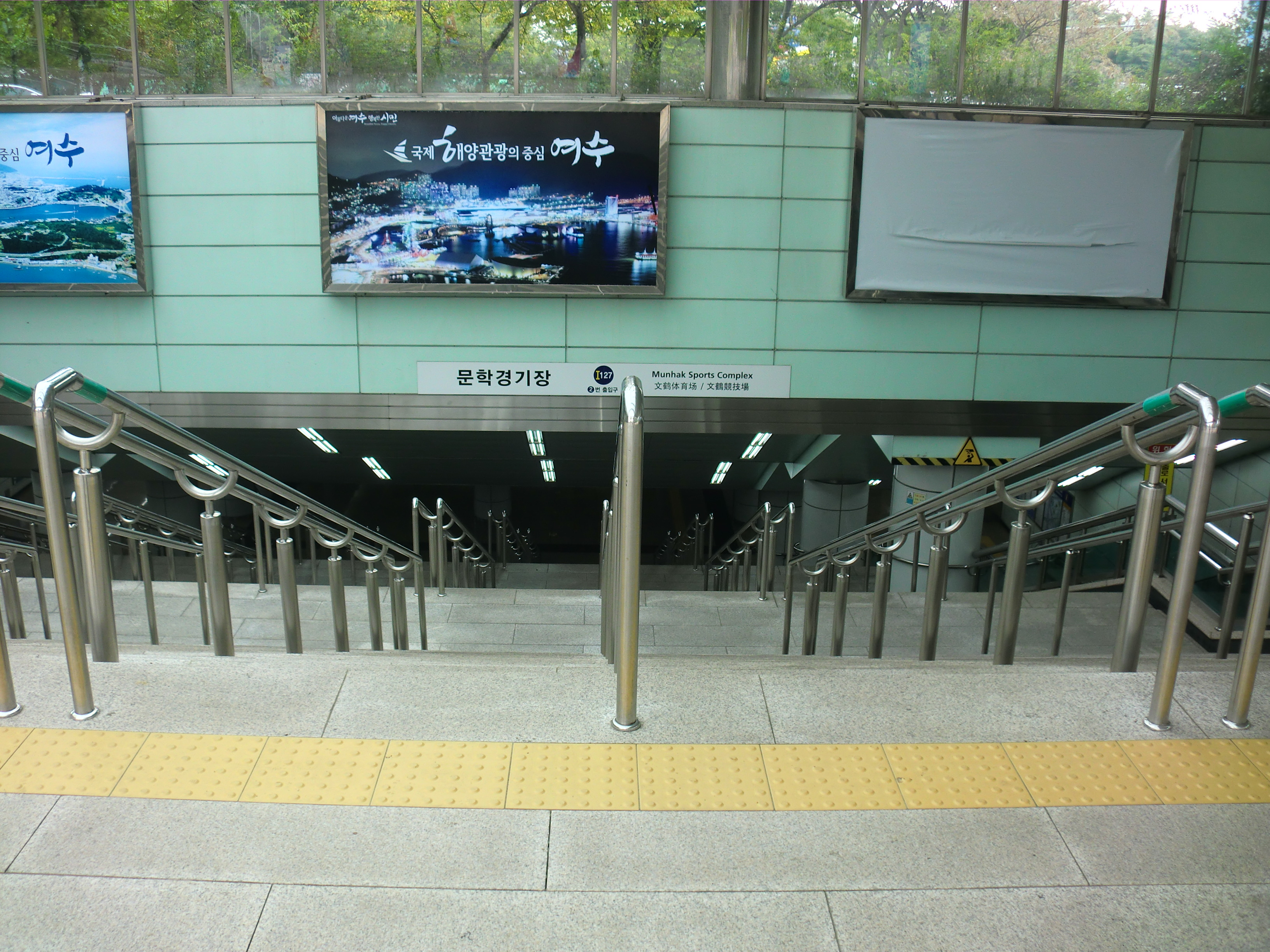
En 2015.
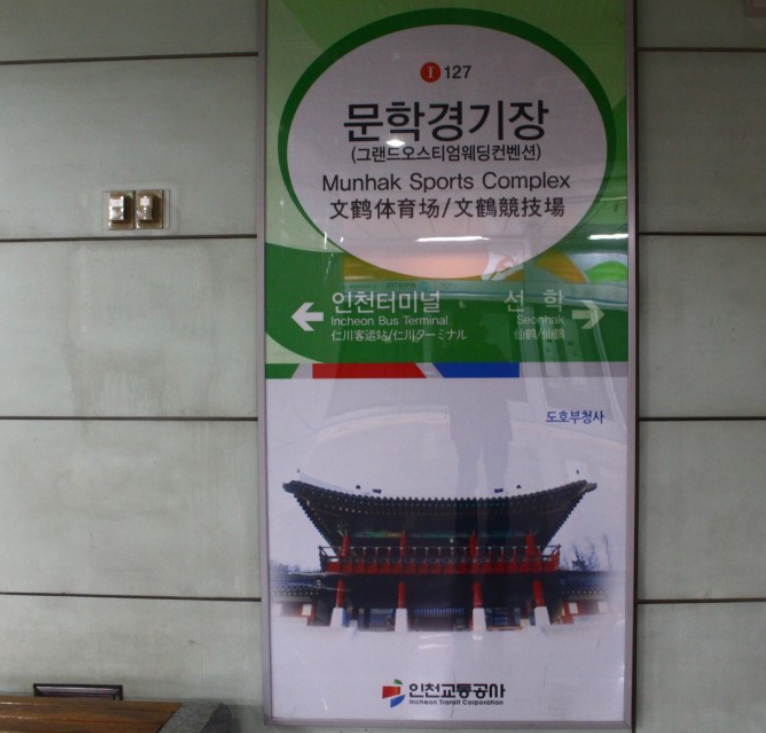
En 2016.
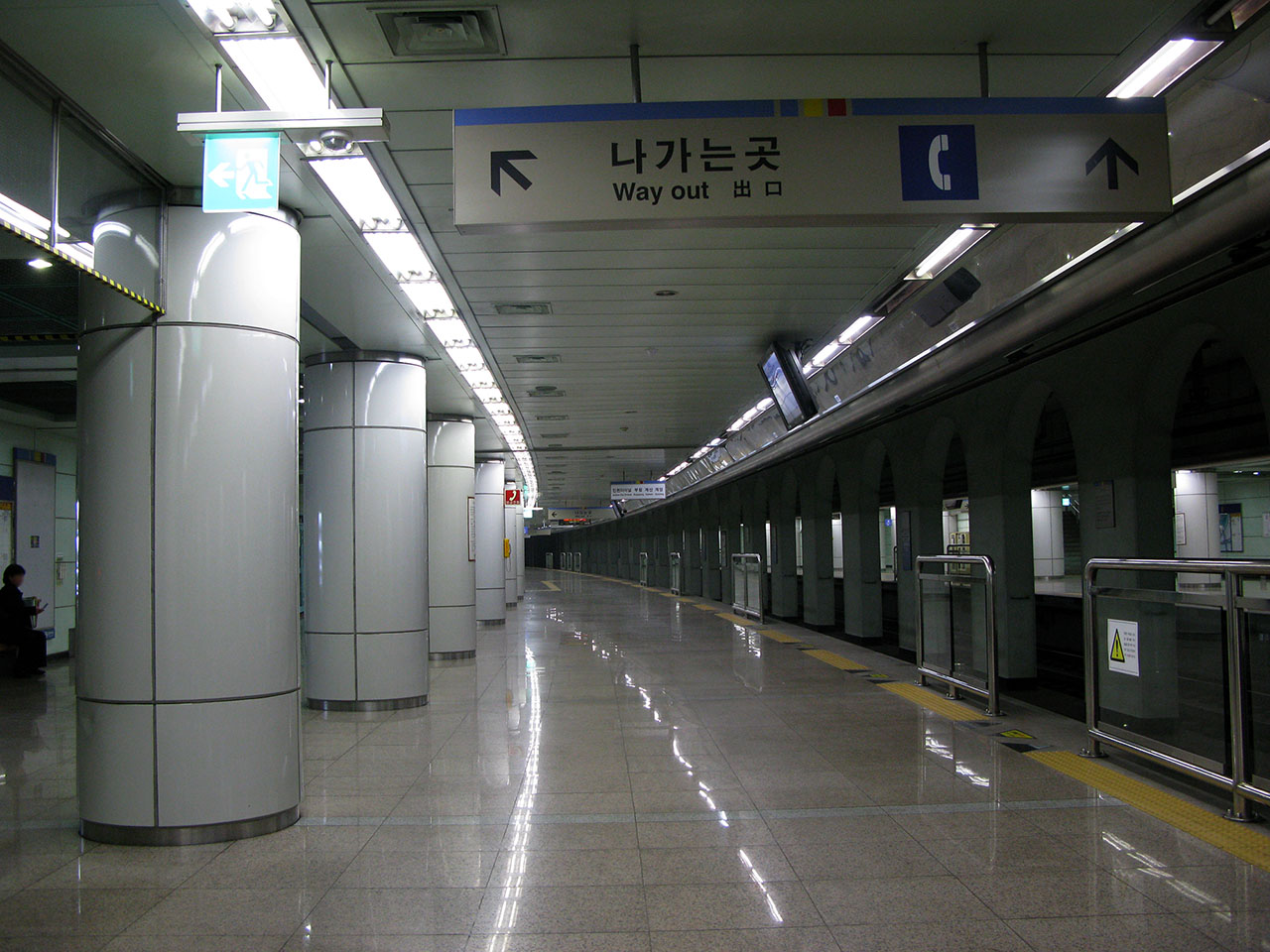
En 2009.

### Intermodalité
Des arrêts de bus sont établis à proximité des bouches de la station.